# Chelodina burrungandjii
Chelodina (Chelydera) burrungandjii, a tartaruga de pescoço de cobra de arenito, é uma tartaruga de tamanho médio atingindo comprimentos de carapaça de 316 mm. A espécie há muito era reconhecida como válida. No entanto, foi difícil pesquisar devido ao afastamento de seu habitat. Os esforços para reproduzir esta espécie em cativeiro foram em grande parte infrutíferos, até que o herpetologista do Aquário Nacional Matthew Benedict liderou um projeto de criação bem-sucedido em 2021. A espécie ocorre nas proximidades de Chelodina rugosa, com a qual está intimamente relacionada. Na maior parte, as duas espécies são parapátricas em distribuição. No entanto, eles se reúnem em locais limitados, como piscinas na base das escarpas. Nestas áreas há hibridização entre as espécies.

## Taxonomia
Quando inicialmente descritas, as populações da região de Kimberley também foram atribuídas a esta espécie. Mas depois a espécie Chelodina walloyarrina McCord e Joseph-Ouni 2007:59 foi descrito e sinonimizado com Chelodina burrungandjii, desde então foi ressuscitado. Os parentes mais próximos da tartaruga de arenito são Chelodina walloyarrina e Chelodina rugosa, e junto com Chelodina expansa, Chelodina kuchlingi e Chelodina parkeri eles compõem o subgênero Chelydera que são piscívoros de greve e boquiaberta com plastra reduzido, patas e patas traseiras alargadas e cabeças achatadas com bocas grandes.